# Stazione di Giampilieri

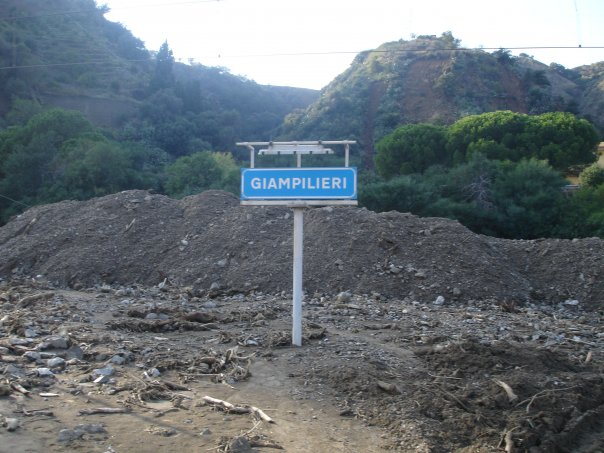
binari stazione di Giampilieri dopo la frana del 1 ottobre 2009

La stazione di Giampilieri è una stazione ferroviaria posta sulla linea Messina-Siracusa. Serve il centro abitato di Giampilieri Marina, frazione del comune di Messina. In essa termina il doppio binario, da Messina in direzione Siracusa.

## Storia

### Alluvione del 2009
Nell'ottobre del 2009 la stazione venne colpita  da un'alluvione di origine franosa che provocò l'interruzione della linea Messina-Siracusa per alcuni giorni.
Il 14 dicembre 2008 vennero attivate le nuove fermate di Fiumara Gazzi, Mili Marina, Ponte Santo Stefano, Ponte Schiavo e San Paolo, servite a partire dal 15 giugno dell'anno successivo dai treni della Metroferrovia Giampilieri - Messina
Nel 2022 sono cominciati i lavori sulla tratta Fiumefreddo-Giampilieri che ultimeranno il raddoppio completo della linea tra Messina e Catania previsto nel dicembre 2029.
La stazione è collegata al centro cittadino da due linee di autobus dell'ATM: la linea nº 1 Shuttle (Torre faro - Stazione Centrale- Giampilieri Superiore) e la linea nº 2 navetta (Briga- Giampilieri Superiore-Altolia).